# Haitianisch-israelische Beziehungen
Die haitianisch-israelischen Beziehungen beschreiben das bilaterale Verhältnis zwischen der Republik Haiti einerseits und dem Staat Israel andererseits.

## Diplomatische Beziehungen
Als Gründungsmitglied der Vereinten Nationen stimmte Haiti am 29. November 1947 in der Generalversammlung für die Resolution 181 und trug so zu der Zweidrittelmehrheit (33 pro, 13 contra, 10 Enthaltungen, 1 abwesend) für die Annahme des Teilungsplans für Palästina bei, der die Gründung des Staates Israel grundsätzlich ermöglichte.
Haiti erkannte als 48. Nation die Unabhängigkeit des am 14. Mai 1948 ausgerufenen Staates Israel am 17. März 1949 an.
Diplomatische Beziehungen nahmen beide Länder am 11. September 1958 auf. Als erster Botschafter Haitis in Israel wurde Jean Price-Mars, damals in Paris, nebenakkreditiert.
Bis 1980 unterhielt Haiti eine Botschaft in Jerusalem, verlegte diese aber angesichts der Resolution 478 des Sicherheitsrats der Vereinten Nationen nach Tel Aviv. Die Botschaft wurde nach Ende der Duvalier-Ära geschlossen und Haiti ist seitdem wieder im Rahmen einer Nebenakkreditierung in Israel vertreten.
Israel nahm die Beziehungen zu Haiti zunächst durch seinen Ständigen Vertreter bei den Vereinten Nationen in New York City wahr. Später wurde der Botschafter Israels in Panama-Stadt in Haiti nebenakkreditiert. Im Jahr 1975 eröffnete Israel eine Botschaft in Port-au-Prince, die jedoch nach fünf Jahren aus Haushaltsgründen wieder geschlossen wurde. Seitdem ist die israelische Botschaft in Santo Domingo für Haiti zuständig. Ende Oktober 2016 überreichte Daniel Saban sein Beglaubigungsschreiben als neuer nebenakkreditierter Botschafter an den amtierenden Präsidenten Haitis, Jocelerme Privert.
Israel hat einen Honorarkonsul in Haiti bestellt, der in Port-au-Prince ansässig ist. Amtsinhaber ist Gilbert Bigio. Bigio wird als einziger Dollar-Milliardär Haitis genannt und wurde von Kanada im Dezember 2022 zusammen mit zwei weiteren haitianischen Geschäftsleuten strikt sanktioniert, da ihm vorgeworfen wurde „illegale Aktivitäten der bewaffneten Banden zu schützen und zu ermöglichen“. Anstelle des 90-jährigen Gilbert Bigio agierte auch dessen Sohn Reuven Bigio in konsularischer Rolle.

## Israels Hilfe für Haiti
Israels Entwicklungszusammenarbeit mit Haiti begann im Jahr 1971 mit der Ankunft von zwei Landwirtschaftsexperten. Sie halfen, den Export von Erdnüssen und die Einfuhr von Speiseöl durch die Verarbeitung im Land selbst zu ersetzen. Ebenso verhielt es sich in Sachen des Anbaus von und des Handels mit Mango-Früchten.

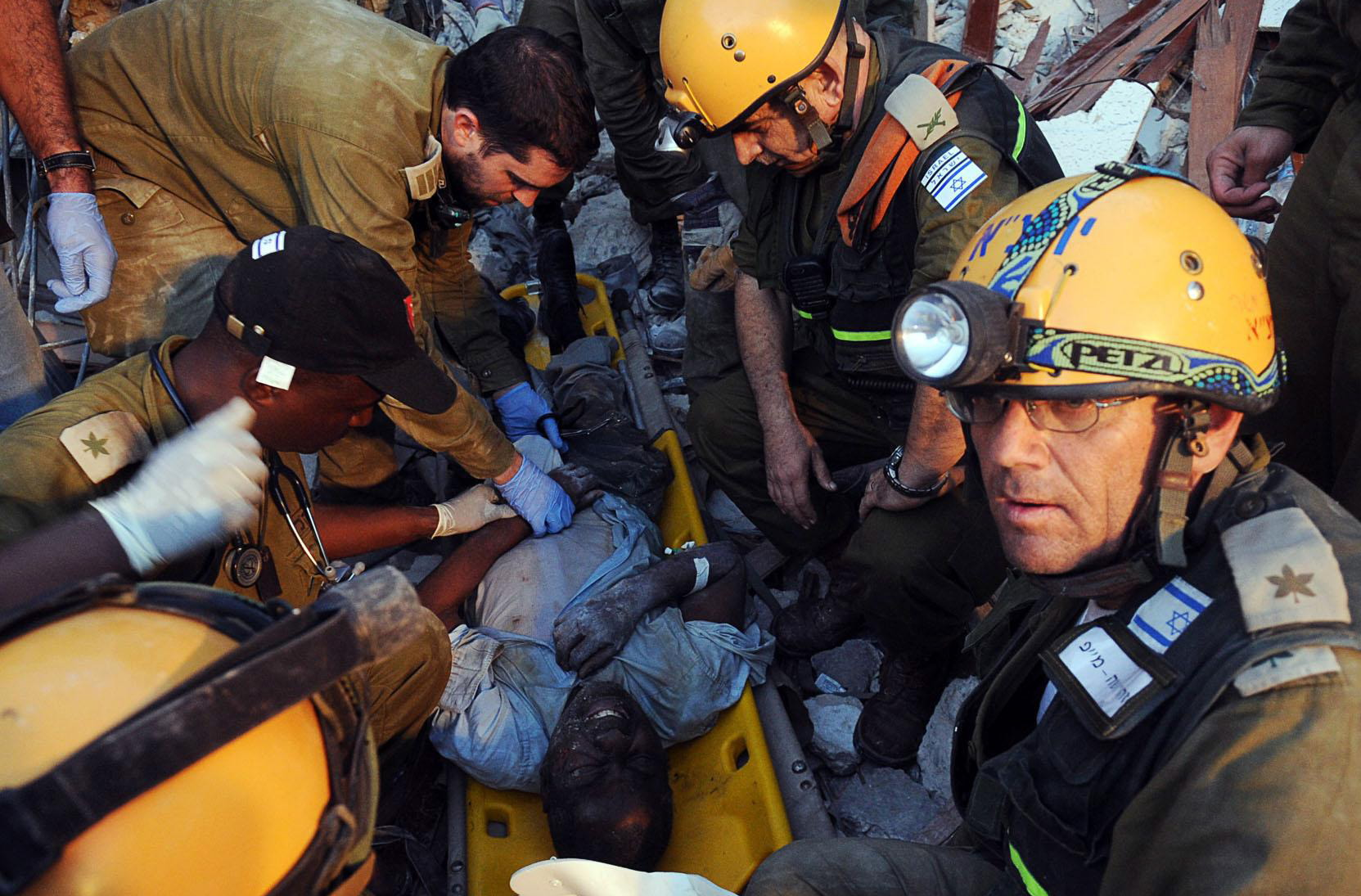
Erdbeben 2010:
Ein Such- und Rettungsteam der israelischen Streitkräfte hat einen haitianischen Regierungsangestellten aus den Trümmern des Zollamts in Port-au-Prince befreit.

Nach dem verheerenden Erdbeben in Haiti 2010 begann Israel unmittelbar mit der Entsendung von Hilfskräften in das Katastrophengebiet. Die Israelischen Verteidigungsstreitkräfte schickten Such- und Rettungsteams sowie medizinische Teams, die bei der Versorgung der Überlebenden halfen. Es wurde ein voll funktionsfähiges Feldlazarett eingerichtet.
Die israelische Regierung beschloss nach den Einsätzen der Rettungsteams in Haiti, ihre offizielle Hilfe für das Land fortzusetzen. Sie wurde von  der israelischen Agentur für internationale Entwicklungszusammenarbeit (Agency for International Development Cooperation; MASHAV) koordiniert und war Teil der internationalen Bemühungen um den Wiederaufbau Haitis.

## Haitis Haltung im Nahostkonflikt
Während die Regierungen Haitis es vermieden, im Nahostkonflikt deutlich Stellung zu beziehen, kam es im Jahr 2011 zu einer Resolution im Senat von Haiti, mit der die Exekutive aufgefordert wurde, die Sache der Palästinenser zu unterstützen.
Am 27. September 2013 nahm Haiti mit dem Staat Palästina diplomatische Beziehungen auf.
Im Oktober 2023 zeigte sich die Regierung Haitis in einer Erklärung „traurig und bestürzt über die Gewalt“ der Hamas gegen den Staat Israel. Die Aktionen könnten in keiner Weise der Sache der Palästinenser und einem dauerhaften Frieden dienen oder eine friedliche Koexistenz beider Seiten fördern.
Vierzehn Tage später forderte die führende Menschenrechtsorganisation Haitis, Réseau national de défense des droits humains (RNDDH) den amtierenden Premierminister Ariel Henry in einem offenen Brief auf, aus humanitären Gründen deutlich gegen das israelische Vorgehen im Gazastreifen zu protestieren.